# Banda Ka
Banda Ka é a parte do espectro eletromagnético, na faixa de micro-ondas, compreendida entre as frequências de 27 e 40 GHz. O termo Ka refere-se à porção superior da banda K (K-above band).
Também é chamada de banda 30/20 GHz em virtude de frequência de transmissão situar-se na frequência de 30 GHz e a de recepção na faixa de 20 GHz.
É utilizada na comunicação por satélites, sondas espaciais e na comunicação da Estação Espacial Internacional com a Terra.